# Юридическая реабилитация
Реабилитация (в англоязычных странах также называемая экзонерацией, англ. exoneration) — акт пересмотра и отмены судебными органами и органами прокурорского надзора (в некоторых странах) ранее вынесенного обвинительного приговора вне апелляционных и кассационных процедур, зачастую в силу обстоятельств правового или технического характера, либо ввиду вновь открывшихся обстоятельств (включая научные достижения в сфере криминалистической экспертизы). Как правило, при этом ранее вынесенный обвинительный приговор признаётся ошибочным и отменяется либо заменяется оправдательным приговором. Все сопутствовавшие приговору юридические действия и решения, как правило, так же признаются ничтожными. В отличие от амнистии, реабилитация нередко бывает посмертной.

## Известные реабилитированные
- Жанна д’Арк, (1412—1431), канонизирована в святые в 1920 г.
- Данте Алигьери — реабилитирован в 2008 году.
- Галилей, Галилео, (1564—1642), реабилитирован в 1992 г.
- Альфред Дрейфус (1859—1935), реабилитирован в 1906 г.
- Йожеф Миндсенти (1892—1975), реабилитирован в 2012 г.
- Янош Кадар (1912—1989), реабилитирован в 1954 г.
- Дьюла Каллаи (1910—1996), реабилитирован в 1954 г.
- Ласло Райк (1909—1949), реабилитирован в 1955 г.
- Имре Надь (1896—1958), реабилитирован в 1989 г.
- Владислав Гомулка (1905—1982)
- Густав Гусак (1913—1991), реабилитирован в 1963 г.
- Рудольф Сланский (1901—1952), реабилитирован в 1963 г.
- Лю Шаоци (1892—1975), реабилитирован в 1980 г.
- Болуань Фаньчжэн